# Liste des œuvres d'art de la Guadeloupe
Cet article vise à recenser les œuvres d'art dans l'espace public de la Guadeloupe, en France.

## Liste
Les œuvres sont classées par ordre alphabétique de communes et, au sein de celles-ci, par ordre chronologique d'installation, dans la mesure des informations disponibles.

### Sculptures
| Œuvre                                   | Auteur                        | Commune        | Localisation                            | Notes                                                                   | Installation                                                    | Coordonnées                         | Illustration                          |
| --------------------------------------- | ----------------------------- | -------------- | --------------------------------------- | ----------------------------------------------------------------------- | --------------------------------------------------------------- | ----------------------------------- | ------------------------------------- |
| Statue de la Libération de l'esclavage  | À déterminer                  | Basse-Terre    | À déterminer                            |                                                                         | À déterminer                                                    | à géolocaliser                      | Image manquante                       |
| Statue de Gerty Archimède               | À déterminer                  | Basse-Terre    | À déterminer                            | Représente Gerty Archimède.                                             | À déterminer                                                    | à géolocaliser                      | Image manquante                       |
| L'ange qui danse                        | Armand Baptiste               | Basse-Terre    | À déterminer                            |                                                                         | À déterminer                                                    | à géolocaliser                      | Image manquante                       |
| Buste de Louis Delgrès                  | À déterminer                  | Basse-Terre    | Dans le fort Delgrès                    | Représente Louis Delgrès.                                               | À déterminer                                                    | 15° 59′ 18″ nord, 61° 43′ 24″ ouest | Buste de Louis Delgrès                |
| Buste de Gaston Gerville-Réache         | À déterminer                  | Basse-Terre    | Dans la cour du lycée Gerville-Réache   | Représente Gaston Gerville-Réache.                                      | 2012                                                            | 15° 59′ 28″ nord, 61° 43′ 34″ ouest | Buste de Gaston Gerville-Réache       |
| Statue du commandant Joseph Ignace      | Jacky Poulier                 | Les Abymes     | Carrefour giratoire de Mortenol         | Représente Joseph Ignace.                                               | 1998                                                            | à géolocaliser                      | Image manquante                       |
| Statue de Louis Delgrès                 | Jacky Poulier                 | Les Abymes     | Carrefour giratoire de Dugazon          | Représente Louis Delgrès.                                               | 1998                                                            | à géolocaliser                      | Image manquante                       |
| Statue de la mulâtresse Solitude        | Jacky Poulier                 | Les Abymes     | Carrefour giratoire de Lacroix          | Représente Solitude.                                                    | 1999                                                            | à géolocaliser                      | Image manquante                       |
| Intégration intérieure et extérieure    | Victor Vasarely               | Morne-à-l'Eau  | Collège Charles-de-Gaulle               |                                                                         | 1972                                                            | 16° 19′ 56″ nord, 61° 27′ 25″ ouest | Image manquante                       |
| La flamme éternelle à l'esclave inconnu | Jocelyn Pézeron               | Petit-Canal    | Route du débarcadère                    | En hommage à l'abolition de l'esclavage (bicentenaire).                 | 1994                                                            | à géolocaliser                      | Image manquante                       |
| Buste du poète Guy Tirolien             | Roger Arekian                 | Pointe-à-Pitre | Près du marché à Man Réau               | Représente Guy Tirolien.                                                | À déterminer                                                    | à géolocaliser                      | Image manquante                       |
| Stèle Delgres                           | À déterminer                  | Saint-Claude   | au lieu-dit du Grand Parc, au Matouba   | Centenaire de l'Abolition de l'esclavage.                               | 1948                                                            | à géolocaliser                      | Image manquante                       |
| Monument à la mémoire des esclaves      | Jocelyn Pézeron               | Saint François | À déterminer                            | Date anniversaire du cent cinquantenaire de l’Abolition de l’Esclavage. | 1998                                                            | 16° 16′ 14″ nord, 61° 19′ 46″ ouest | Image manquante                       |
| Statue de Gandhi                        | Ram V. Sutar                  | Saint François | Rond-point du collège Macal             | Représente Mohandas Karamchand Gandhi.                                  | 2004 (150e anniversaire de l'arrivée des Indiens en Guadeloupe) | 16° 15′ 06″ nord, 61° 17′ 15″ ouest | Image manquante                       |
| Statue de Martin Luther King            | Didier Audrat                 | Saint François | rond-point de Pradel                    | Également appelé Le discours. Représente Martin Luther King.            | 2008                                                            | 16° 15′ 25″ nord, 61° 16′ 31″ ouest | Statue de Martin Luther King          |
| Buste de Victor Schœlcher               | À déterminer                  | Sainte-Anne    | Place de l'église                       | Représente Victor Schœlcher.                                            | À déterminer                                                    | 16° 13′ 44″ nord, 61° 23′ 01″ ouest | Buste de Victor Schoelcher            |
| Les Héritiers de Gissac                 | Michel Lemarie                | Sainte-Anne    | Giratoire du lycée                      |                                                                         | À déterminer                                                    | 16° 14′ 54″ nord, 61° 21′ 39″ ouest | Image manquante                       |
| Nèg mawon                               | Jocelyn Pézeron               | Sainte-Anne    | Rond-point à l'entrée ouest de la ville | Date anniversaire des 200 ans du rétablissement de l'esclavage.         | 2002                                                            | 16° 13′ 26″ nord, 61° 23′ 21″ ouest | Image manquante                       |
| Monument à Guillaume Guillon Lethière   | Richard-Viktor Sainsily Cayol | Sainte-Anne    | Rond-point Lethière à Ffrench           | Représente Guillaume Guillon Lethière.                                  | 2009                                                            | 16° 14′ 06″ nord, 61° 22′ 12″ ouest | Monument à Guillaume Guillon Lethière |

### Monuments aux morts
| Œuvre                                                    | Auteur                | Commune        | Localisation                                                       | Notes                                                      | Installation | Coordonnées                         | Illustration                                             |
| -------------------------------------------------------- | --------------------- | -------------- | ------------------------------------------------------------------ | ---------------------------------------------------------- | ------------ | ----------------------------------- | -------------------------------------------------------- |
| Monument aux morts                                       | Léon Leyritz          | Anse-Bertrand  | Intersection de la rue Victor-Schœlcher et de la route nationale 6 | Inscrit MH (2018).                                         | 1935         | 16° 28′ 19″ nord, 61° 30′ 31″ ouest | Monument aux morts d'Anse-Bertrand                       |
| Monument aux morts                                       | Émile André Leroy     | Baie-Mahault   | Sur la place Childéric-Trinqueur                                   | Inscrit MH (2018).                                         | 1935         | 16° 16′ 05″ nord, 61° 35′ 13″ ouest | Monument aux morts de Baie-Mahault                       |
| Monument aux morts                                       | Hippolyte Marius Galy | Basse-Terre    | Sur la place du Champ d'Arbaud                                     | Inscrit MH (2018). Également appelé La Nation Victorieuse. | 1924         | 15° 59′ 41″ nord, 61° 43′ 34″ ouest | Monument aux morts de Basse-Terre                        |
| Monument aux morts                                       | À déterminer          | Goyave         | À déterminer                                                       |                                                            | À déterminer | à géolocaliser                      | Monument aux morts                                       |
| Monument aux morts                                       | À déterminer          | Lamentin       | Rue du Square                                                      | Classé MH (2017).                                          | 1932         | 16° 15′ 59″ nord, 61° 37′ 58″ ouest | Monument aux morts de Lamentin                           |
| Monument aux morts                                       | À déterminer          | Le Moule       | À déterminer                                                       |                                                            | À déterminer | à géolocaliser                      | Monument aux morts                                       |
| Monument aux morts                                       | À déterminer          | Les Abymes     | Sur la place de la Liberté                                         | Inscrit MH (2013).                                         | 1937         | 16° 16′ 15″ nord, 61° 30′ 18″ ouest | Monument aux morts des Abymes                            |
| Monument aux morts                                       | Émile André Leroy     | Petit-Canal    | Rue Jean-Jaurès                                                    | Inscrit MH (2018).                                         | 1936         | 16° 22′ 45″ nord, 61° 29′ 24″ ouest | Monument aux morts de Petit-Canal                        |
| La Douloureuse de la Pointe-à-Pitre (monument aux morts) | Hippolyte Marius Galy | Pointe-à-Pitre | Sur la place de la Victoire                                        |                                                            | 1925         | 16° 14′ 12″ nord, 61° 32′ 06″ ouest | La Douloureuse de la Pointe-à-Pitre (monument aux morts) |
| Monument aux morts                                       | À déterminer          | Saint-François | Entre la mairie et l'église de Saint-François                      |                                                            | À déterminer | à géolocaliser                      | Image manquante                                          |
| Monument aux morts                                       | Gilbert Privat        | Sainte-Anne    | Sur la place Victor-Schœlcher                                      | Inscrit MH (2018).                                         | 1949         | 16° 13′ 31″ nord, 61° 23′ 08″ ouest | Monument aux morts de Sainte-Anne                        |
| Monument aux morts                                       | À déterminer          | Sainte-Rose    | À côté de l'église Sainte-Rose                                     |                                                            | À déterminer | à géolocaliser                      | Image manquante                                          |

### Fontaines
| Œuvre                     | Auteur          | Commune        | Localisation                  | Notes                                                                                | Installation | Coordonnées                         | Illustration           |
| ------------------------- | --------------- | -------------- | ----------------------------- | ------------------------------------------------------------------------------------ | ------------ | ----------------------------------- | ---------------------- |
| Fontaine des Trois-Grâces | Jules Salmson   | Basse-Terre    | Sur la place des Carmes       | Érigée[Quand ?] sur la place du marché. La statue de Naïade sommitale a été retirée. | À déterminer | à géolocaliser                      | Image manquante        |
| Sé la vi la ki pli bèl    | Michel Rovelas  | Basse-Terre    | Sur le rond-point des Chevaux |                                                                                      | À déterminer | 15° 59′ 30″ nord, 61° 43′ 44″ ouest | Sé la vi la ki pli bèl |
| Fontaine Couturier        | Mathurin Moreau | Pointe-à-Pitre | Sur la place du Marché        | Également appelée fontaine de la Jeune Fille à la corbeille.                         | 1874         | 16° 14′ 14″ nord, 61° 32′ 11″ ouest | Fontaine Couturier     |
| Fontaine                  | À déterminer    | Sainte-Rose    | Devant la mairie              |                                                                                      | À déterminer | à géolocaliser                      | Fontaine               |

### Œuvres disparues ou retirées
| Œuvre | Auteur | Commune | Localisation | Notes | Installation | Coordonnées | Illustration |
| ----- | ------ | ------- | ------------ | ----- | ------------ | ----------- | ------------ |